# Melinda Hartwig
Melinda K. Hartwig est égyptologue, historienne de l'art américaine.
Melinda Hartwig est conservatrice de l'art égyptien antique, nubien et proche-oriental au Michael C. Carlos Museum de l'université Emory. Elle a été présidente du conseil d'administration du Centre de recherche américain en Égypte et est professeur émérite de l'université d'État de Géorgie, où elle a enseigné l'histoire de l'art pendant treize ans.
Melinda Hartwig est l'auteur de « The Tomb Chapel of Menna » (AUC Press), et de « A Companion to Ancient Egyptian Art » (Wiley-Blackwell).

## Publications
- The Tomb Chapel of Menna (TT69) : The Art, Culture, and Science of Painting in an Egyptien Tomb, AUC Press, 20 octobre 2020 (ISBN 978-9774165863).
- A Companion to Ancient Egyptian Art, Wiley-Blackwell, 23 décembre 2014 (ISBN 978-1444333503).
- Tomb Painting and Identity in Thebes, 1419-1372 BCE, Brepols, coll. « Monumenta Aegyptica X », 31 décembre 2004, 287 p. (ISBN 978-2503513157).